# Anthony Lawrence (baloncestista)
Anthony Lawrence Jr. (San Petersburgo, Florida, 5 de septiembre de 1996) es un baloncestista estadounidense que actualmente se encuentra sin equipo. Con 2,01 metros de estatura, juega en la posición de alero.

## Trayectoria deportiva

### Universidad
Jugó cuatro temporadas con los Hurricanes de la Universidad de Miami, en las que promedió 8,0 puntos, 4,7 rebotes, 2,0 asistencias y 1,1 robos de balón por partido. Disputó 130 partidos, lo que le sitúa en la quinta posición histórica de jugadores de los Hurricanes con más apariciones en la cancha.

### Profesional
Tras no ser elegido en el Draft de la NBA de 2019, se unió a los Cleveland Cavaliers para disputar las Ligas de Verano de la NBA, en las que disputó ocho partidos, promediando 4,9 puntos y 2,0 rebotes.
El 22 de julio firmó su primero contrato profesional, con el Hapoel Be'er Sheva israelí, Pero el 2 de octubre, sin llegar a debutar oficialmente con el equipo, fue cortado.
El 20 de octubre, Lawrence fichó por los Utah Jazz, pero fue inmediatamente despedido tras un par de entrenamientos. Días más tarde fue elegido en la primera posición del Draft de la NBA G League por los Northern Arizona Suns.
El 5 de febrero de 2022 firmó con los SeaHorses Mikawa de la B.League japonesa.